# Widziałem, jak umierają
Widziałem, jak umierają (dun. Jeg så dem dø) – powieść wojenna duńskiego pisarza Svena Hassela z 1976. Polskie wydanie książki ukazało się w 2004 w tłumaczeniu Juliusza Wilczura-Garzteckiego.

## Treść

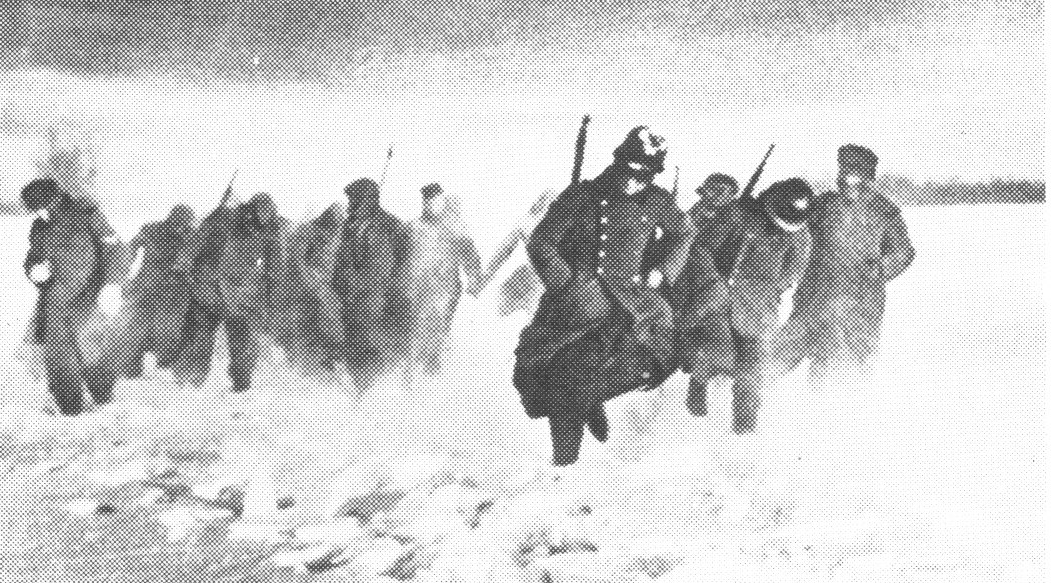
Odwrót Niemców spod Moskwy

Jest dziesiątą częścią wojennej serii, opartej w dużym stopniu na osobistych przeżyciach autora z okresu służby na prawie wszystkich frontach II wojny światowej, w tym w jednostkach karnych Wehrmachtu. Bohaterami są członkowie 27. Pułku Pancernego (który w rzeczywistości nigdy nie istniał): Sven (autor, narrator wszystkich powieści Hassela), Joseph Porta (humorystyczny gawędziarz, pochodzący z Berlina), Wolfgang Creutzfeld – Mały (olbrzym z nadanym ironicznie przezwiskiem, hamburczyk), Willie Beier – Stary (doświadczony starszy sierżant), Alfred Kalb – Legionista (były żołnierz Legii Cudzoziemskiej), Julius Heide (doświadczony żołnierz, zatwardziały nazista), Peter Blom – Barcelona (weteran wojny domowej w Hiszpanii) i inni. Ich losy autor przedstawił na różnych frontach II wojny światowej koncentrując się na brutalności i bezsensowności wojny oraz roli pojedynczego żołnierza w konflikcie. Najważniejszym wątkiem tej części są losy bohaterów na froncie wschodnim, podczas Bitwy o Moskwę. Po początkowych sukcesach, oddziały niemieckie, w tym grupa bohaterów powieści, słabo zaopatrzona i wyposażona nieadekwatnie do warunków mroźnej zimy, zaczyna się wycofywać i tracić kolejnych ludzi. Dramatyczny jest zwłaszcza opis powrotu do linii niemieckich odciętego na tyłach oddziału, kiedy to większa część żołnierzy zamarza lub wpada w ręce Rosjan i ginie. Najbardziej brawurowa jest natomiast akcja sabotażowa w samej Moskwie. Bohaterowie, w przebraniach żołnierzy NKWD wysadzają w powietrze zakłady ZIM produkujące czołgi. Ich przewodnikiem jest kolaborant Wasilij, pochodzący z pogranicza Chin i Mongolii, nazywany przez Heidego żółtą małpą.